# Astragalus sinuatus
Astragalus sinuatus là một loài thực vật có hoa trong họ Đậu. Loài này được Piper miêu tả khoa học đầu tiên.